# Romulus
Romulus (Alba Longa, 771 v.Chr. – Rome, 716 v.Chr.) was samen met zijn tweelingbroer Remus een zoon van Mars en Rhea Silvia (ook Ilia genoemd) én mythische stichter van Rome.
Voor de mythe over de stichting van Rome, zie Romulus en Remus.

## Romulus als koning van Rome
Op de dood van Remus volgden nog meer gevechten waarbij onder meer Romulus' pleegvader Faustulus gedood werd. Nadat Romulus Remus en Faustulus had begraven, werkte hij verder aan de uitbouw van zijn stad. De stad zou haar ontstaan gekend hebben op zeven heuvels: de Palatijn (waar Romulus zijn grenzen getrokken had), de Aventijn (waar Remus begraven lag), de Capitolijn of het Capitool (van waar de Etrusken Rome regeerden), de Coelius of Caelius, de Esquilijn, de Quirinaal (waar Sabijnen gevestigd waren) en de Viminaal. Vervolgens deelde Romulus het volk in in groepen van 3000 man infanterie en 300 man cavalerie, welk geheel hij een legioen noemde. De honderd edelste mannen stelde hij aan als adviesraad: de senaat.
De bloeiende nieuwe stad Rome, vernoemd naar haar stichter – hoewel het intussen duidelijk is dat de figuur van Romulus jonger is dan de naam "Rome" –, trok ook figuren van bedenkelijk allooi (door een asielplaats in te stellen, werd iedereen die naar Rome kwam vrijgepleit van rechtsvervolgingen, met als gevolg veel criminelen in Rome) aan, maar helaas geen vrouwen. Om aan dit probleem een mouw te passen nodigde Romulus zijn buren, de Sabijnen, uit om met hen de Consualia - het feest ter ere van Consus - te vieren. Tijdens dit feest schaakten de Romeinse mannen de Sabijnse maagden, waarop de Sabijnen woedend naar huis gingen, zinnend op een oplossing voor dit conflict. Intussen huwden de Romeinse mannen de Sabijnse meisjes en kregen velen van hen een kind.

## Oorlog met de Sabijnen
De Sabijnen begonnen onderhandelingen waarbij ze de teruggave van de meisjes eisten. Dit kon Romulus niet toestaan en hij eiste dat de Sabijnen huwelijken tussen Sabijnen en Romeinen zouden toelaten. Hierop reageerden de Sabijnen door zich voor te bereiden op oorlog en de wapens op te nemen tegen Rome.
Terwijl de Sabijnen zich nog aan het voorbereiden waren, vielen enkele steden al Rome aan en werden in een slag door Romulus' leger overwonnen. Hierop gaven ze zich over aan Romulus, die hen naar Rome liet voeren en de gronden aan de Romeinse burgers gaf, met uitzondering van die gronden die behoorden aan de ouders van de geroofde meisjes.
Hierop trokken de Sabijnen onder het opperbevel van Titus Tatius op naar Rome, waar men zich op het Capitool had teruggetrokken. De burcht viel echter door Tarpeia, de dochter van de Romeinse bevelhebber en Vestaalse maagd, die de schitterende armbanden gezien had van de Sabijnen en aan Titus Tatius vroeg om deze aan haar te overhandigen voor haar verraad. Toen de Sabijnen de burcht waren binnengedrongen beval Titus Tatius dat ze haar moesten bedelven onder dat wat ze aan hun arm hadden. Tarpeia werd bedolven onder de Sabijnse schilden in plaats van armbanden en stierf aldus voor haar verraad. Hierop werden de gevechten vervolgd op het Forum Romanum, maar uiteindelijk kwamen de Sabijnse maagden zelf tussenbeide. Ze pleiten voor hun ontvoerders, die nu hun mannen waren en schoonzonen van vele van de Sabijnse krijgers. Ze toonden hun zonen, die zowel Romeins als Sabijns bloed door hun aderen hadden stromen. Hierop werd er vrede gesloten tussen de Romeinen en Sabijnen, waarbij Titus Tatius als mederegent van Romulus werd aangesteld en het Romeinse volk verder werd uitgebreid.
Na vijf jaar coregentschap werd Titus Tatius vermoord door buitenlandse ambassadeurs in Rome en werd Romulus opnieuw de enige koning te Rome. Romulus deelde nu ook de Romeinen in in drie tribus: de Ramnites, de Tities en de Luceres. Hij verdeelde hen in tien curiae, die vervolgens de Comitia curiata vormden. Romulus stelde ook een eigen lijfwacht aan van de driehonderd beste ruiters, die Celeres werden genoemd, naar Celers, een vriend van Romulus die hem had bijgestaan in zijn strijd tegen Remus en nu als tribunus Celerum leider van de Celeres en na Romulus de belangrijkste politieke figuur.

## Quirinus

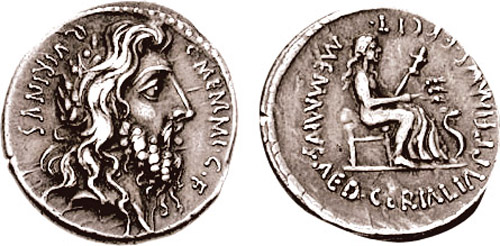
Romulus voorgesteld als Quirinus op een denarius geslagen door de aedilis C. Memmius C. f. (56 v.Chr.).

De inclaratie van Romulus met Quirinus kreeg steun van de gens Iulia die net zoals Romulus banden hadden met Aeneas. Daar Romulus de drie functies van de trias (koning, krijger, herder) in zich verenigde én men bij Indo-Europese goden van de derde stand zoals Quirinus vaak menselijke trekjes terugvindt, was het een logische stap deze twee met elkaar te identificeren. De identificatie met de behoorlijk oorlogszuchtige Romulus, bracht echter het oorlogselement in Quirinus naar voren.
De echtgenote van Romulus, Hersilia, zou na de dood van haar echtgenoot gewenst hebben hem terug te zien. Hierop gaf Iuno haar het advies om naar het aan Quirinus gewijde bos op de Quirinaal te gaan. Daar daalde een ster uit de hemel op haar hoofd neer en Hersilia verdween van de aarde. Ze werd hierop vereerd in het heiligdom van Quirinus als Hor(t)a Quirini, daar deze vereenzelvigd was met haar echtgenoot Romulus. Zij werd gezien als beschermingsgodin van het huwelijk, die goede raad aan de mensen gaf. Haar tempel moest altijd openstaan.

## De dood van Romulus
Romulus zou bij een onverwachts en groot onweer zijn verdwenen. En een omstaander zei dat hij Romulus ten hemel had zien opstijgen. Dit zou verklaren waarom Romulus als Quirinus zou worden vereerd.

## Een andere versie waarin Romulus een rol speelt
Volgens Alkimos van Sicilië zou Romulus (Rhomylos) een zoon zijn van Aeneas. Zijn (klein)zoon Remus (Rhodius, corruptie in de tekst voor Rhomos?) zou dan de stichter van Rome geweest zijn en zou de naam van zijn vader aan de nieuw gestichte stad gegeven hebben.

## Antieke bronnen
- Quintus Ennius
- Titus Livius
- Eutropius